# Штурм дворца Амина
Штурм дворца Амина, или Операция «Шторм-333» — спецоперация по захвату дворца «Тадж-бек» в районе Кабула «Дар-Уль-Аман» и убийству председателя Революционного совета Афганистана Хафизуллы Амина, проведённая силами спецподразделений КГБ СССР и Советской Армии 27 декабря 1979 года. Являлась частью спецоперации «Байкал-79» по свержению Амина и замене его на Бабрака Кармаля, которая предшествовала началу участия советских войск в афганской войне 1979—1989 гг.

## Решение устранить Амина
Развитие ситуации в Афганистане в 1979 г.: вооружённые выступления исламской оппозиции, мятежи в армии, внутрипартийная борьба и, особенно, события сентября 1979 года, когда лидер НДПА Нур Тараки был арестован и затем убит по приказу отстранившего его от власти Хафизуллы Амина — вызвали серьёзное беспокойство у советского руководства.
Оно настороженно следило за деятельностью Амина во главе Афганистана, зная его амбиции и жестокость в борьбе за достижение личных целей. При Амине в стране развернулся террор не только против исламистов, но и против членов НДПА, бывших сторонников Тараки. Репрессии коснулись и армии, главной опоры НДПА, что привело к падению её и без того низкого морального боевого духа, и вызвало массовое дезертирство и мятежи. Советское руководство опасалось, что дальнейшее обострение ситуации в Афганистане приведёт к падению режима НДПА и приходу к власти враждебных СССР сил. Более того, по линии КГБ поступала информация о связи Амина в 1960-е годы с ЦРУ и о тайных контактах его эмиссаров с американскими официальными представителями после убийства Тараки.
В результате было принято решение устранить Амина и заменить его более лояльным СССР лидером. В качестве такового рассматривался Б. Кармаль, чью кандидатуру поддерживал председатель КГБ Ю. В. Андропов. В конце ноября, когда Амин потребовал замены советского посла А. М. Пузанова, председатель КГБ Ю. В. Андропов и министр обороны Д. Ф. Устинов согласились с необходимостью проведения такой широкой операции.
В начале лета 1979 года из числа оперативных сотрудников КГБ СССР, прошедших специальную подготовку на Курсах усовершенствования офицерского состава (КУОС), был сформирован внештатный отряд специального назначения «Зенит». 5 июля 1979 года этот отряд из 10 человек во главе с полковником Г. И. Бояриновым прибыл в Кабул и разместился в школе советского посольства. В сентябре-октябре 1979 года этот отряд был усилен ещё 24 бойцами.
При разработке операции по свержению Амина было решено использовать просьбы самого Амина о советской военной помощи (всего с сентября по декабрь 1979 года было 7 таких обращений). В начале декабря 1979 года в Баграм был направлен так называемый «мусульманский батальон» (154-й отдельный отряд специального назначения ГРУ, специально сформированный летом 1979 г. из советских военнослужащих среднеазиатского происхождения для охраны Тараки и выполнения особых задач в Афганистане). После прибытия дополнительных групп численность «зенитовцев» в Афганистане к концу первой декады декабря составила более 130 человек. Общее руководство ими осуществлял полковник А. К. Поляков из 8-го отдела Управления «С» ПГУ КГБ СССР.
Решение об устранении Амина и о вводе советских войск в Афганистан было принято на заседании Политбюро ЦК КПСС 12 декабря 1979 года. Протокол вел секретарь ЦК К. Черненко. Решение было зафиксировано от руки, в одном экземпляре и таинственно озаглавлено «К положению в „А“».

К положению в «А».
1. Одобрить соображения и мероприятия, изложенные тт. Андроповым Ю. В., Устиновым Д. Ф., Громыко А. А. Разрешить им в ходе осуществления этих мероприятий вносить коррективы непринципиального характера. Вопросы, требующие решения ЦК, своевременно вносить в Политбюро. Осуществление всех этих мероприятий возложить на тт. Андропова Ю. В., Устинова Д. Ф., Громыко А. А.
2. Поручить тт. Андропову Ю. В., Устинову Д. Ф., Громыко А. А. информировать Политбюро ЦК о ходе выполнения намеченных мероприятий

По одной из версий, первоначально операцию по отстранению Амина от власти планировали в КГБ СССР. Планом предусматривалось силами спецподразделений КГБ СССР, «мусульманского батальона» (он же 154 отдельный отряд специального назначения) и подразделений десантников 13 декабря совершить марш из Баграма в Кабул и с ходу захватить все ключевые точки в городе, включая резиденцию «Арк», в которой на тот момент располагался Амин.
Амина и его племянника Асадуллу, руководившего службой безопасности КАМ, планировалось нейтрализовать с помощью заранее внедренного в их окружение агента. Он должен был подмешать в их пищу спецсредство. Рассчитывали, что, когда оно начнет действовать, во дворце поднимется паника, советские подразделения выдвинутся из Баграма и захватят резиденцию Амина. В полдень, 13 декабря мероприятие с использованием спецсредства было проведено. Подразделениям дали команду на захват объекта «Дуб» (дворец Арк в центре Кабула, где тогда была резиденция главы государства). Но вскоре последовала команда «Отбой» поскольку на Амина яд не подействовал вообще, а его племянник почувствовал себя плохо лишь на следующее утро. Асадуллу отправили на лечение в СССР. После смены власти он оказался вначале в Лефортовской тюрьме, а затем был выдан в Афганистан и расстрелян «парчамистами».
Также изучалась возможность убийства Амина с помощью снайперов. Снайперы из отряда «Зенит» Владимир Цветков и Федор Ерохов выбрали позиции на маршруте обычного следования Амина, установили дежурство и определили пути отхода. Однако каждый раз перед выездом кортежа вдоль трассы выставлялась усиленная охрана, машины проносились на огромной скорости, поэтому от этого плана отказались.
14 декабря в Баграм был направлен батальон 345-го гвардейского отдельного парашютно-десантного полка для усиления батальона 111-го гвардейского парашютно-десантного полка 105-й гвардейской воздушно-десантной дивизии, который с 7 июля 1979 г. охранял в Баграме советские военно-транспортные самолёты и вертолёты. Одновременно Б. Кармаль и несколько его сторонников были тайно привезены в Афганистан 14 декабря и находились в Баграме среди советских военнослужащих. После отмены операции Б. Кармаля срочно вернули в СССР.
Вскоре после этого (очевидцы называют разные даты, от 17 до 23 декабря) «мусульманский батальон» получил приказ на передислокацию в район «Дар-уль-Аман» г. Кабул, где его разместили между 1-м и 2-м батальонами афганской национальной бригады с задачей по усилению охраны дворца Амина. В усиление к «мусульманскому батальону» были приданы 2 спецгруппы КГБ, задача которых была иная — подготовка к штурму.
К переброске в Афганистан, кроме сухопутных войск, также была подготовлена 103-я гвардейская воздушно-десантная дивизия из Белоруссии, которая уже 14 декабря была переброшена на аэродромы в Туркестанском военном округе.
Окончательное решение о проведении операции было принято 18 декабря.
Для усиления отряда «Зенит», который к тому времени насчитывал около 150 офицеров, 23 декабря в Кабул прибыла группа из состава спецподразделения КГБ «А» в количестве 25 человек во главе с майором М. Романовым (группа «Гром»).
25 декабря начался ввод советских войск в Афганистан. В Кабуле части 103-й гвардейской воздушно-десантной дивизии к полудню 27 декабря закончили десантирование посадочным способом и взяли под свой контроль аэропорт, блокировав афганскую авиацию и батареи ПВО. Другие подразделения этой дивизии сосредоточились в назначенных районах Кабула, где получили задачи по блокированию основных правительственных учреждений, афганских воинских частей и штабов, других важных объектов в городе и его окрестностях. Над Баграмским аэродромом после стычки с афганскими военнослужащими установили контроль 357-й гвардейский парашютно-десантный полк 103-й дивизии и 345-й гвардейский парашютно-десантный полк. Они также обеспечивали охрану Б. Кармаля, которого с группой ближайших сторонников вновь доставили в Афганистан 23 декабря.
Начальник управления «С» (нелегальная разведка) ПГУ КГБ Ю. И. Дроздов (вступил в должность 14 октября 1979 года), находившийся тогда в Кабуле, позднее вспоминал, что 27 декабря примерно в 15:00 по местному времени в разговоре по телефону Андропов сказал ему: «Не хотелось бы, но придется», добавив «Это не я тебя посылаю», после чего перечислил всех членов Политбюро, бывших в комнате рядом с ним.

## Планирование операции
Разработка плана захвата дворца Тадж-Бек была поручена полковнику ГРУ В. Колеснику, вызванному в Афганистан примерно 16-17 декабря. Он же был назначен непосредственным руководителем операции, а начальник управления «С» ПГУ Ю. И. Дроздов — его заместителем по взаимодействию со спецгруппами КГБ.
В первом варианте плана предполагалась, что советские спецназовцы после уничтожения из гранатометов стоящих с внутренней стороны вблизи ворот дворца двух танков на бронетехнике въедут во двор и потребуют от охраны сдаться. Однако стало ясно, что при имеющемся соотношении сил на сдачу афганцев рассчитывать не стоит.
Первоначальную версию, в которой предполагалось часть «мусульманского батальона» направить на захват дополнительных объектов в Кабуле, Колесник планировал один. По результатам планирования он смог убедить главного военного советника С. К. Магометова и главного советника КГБ Б. С. Иванова в недостаточности сил, для реализации плана, по его расчётам, требовался весь «мусульманский батальон», дополнительно усиленный ротой десантников и взводом ПТУРС. Требование о выделении дополнительных сил было одобрено начальником Генштаба ВС СССР Н. Огарковым, после чего началась непосредственная подготовка к операции.

Генерал армии Махмут Гареев в своих мемуарах «Моя последняя война (Афганистан без советских войск)» вспоминал:
… Как мне рассказывал бывший главный военный советник в Афганистане генерал-полковник С. К. Магометов, в декабре 1979 г. накануне штурма Дворца X. Амина Даруль-Аман ему позвонил министр обороны Д. Ф. Устинов и спросил о готовности к операции «Шторм-333». Салтан Кизекивич с удивлением ответил министру, что он ничего об этом не знает. Д. Ф. Устинов порекомендовал ему получить информацию от представителя КГБ в Кабуле Б. С. Иванова. Последний и после этого ограничился лишь намеками и не дал нужную информацию. При этом не учитывалось, что главный военный советник, будучи не посвященным в предстоящие военные акции, не только не может чем-то помочь в её осуществлении, но может предпринять и действия, не способствующие этому.
Непосредственно дворец охраняла рота личной охраны Амина. Вторую линию охраны должен был обеспечить 154-й ооспн ГРУ «мусульманский батальон», а третьей была бригада охраны, состоящая из трех пехотных батальонов и одного танкового. За дворцом было зарыто в землю три танка. От ударов с воздуха дворец прикрывал зенитный полк, имевший на вооружении двенадцать 100-мм зенитных пушек, а также шестнадцать спаренных крупнокалиберных пулемётов ДШК. Общая численность этих воинских частей составляла около двух с половиной тысяч человек. Кроме того, была не исключена возможность вмешательства двух танковых бригад, расквартированных под Кабулом.
Советские силы, предназначенные для захвата дворца и нейтрализации бригады охраны, составляли: группа «Гром» («Альфа») — 24 чел., группа «Зенит» (КУОС) — 30 чел., «мусульманский» батальон — 520 чел., 9-я парашютно-десантная рота (9-я рота 345-го отдельного гвардейского парашютно-десантного полка) — 100 чел.
Окончательный план захвата, в создании которого также принимали участие подполковник О. Швец (заместитель Колесника), Ю. И. Дроздов и Э. Г. Козлов, состоял в следующем:
1) группа под командованием заместителя командира «мусульманского батальона» Мурада Сахатова должна была захватить танки, расположенные в капонирах у дворца;
2) группа под командованием подполковника Олега Швеца — отсечь гранатомётным огнём личный состав зенитного дивизиона от средств ПВО, выйти под этим прикрытием к установкам и взорвать их;
3) 1-я и 2-я роты «мусульманского батальона», а также приданная 9-я рота 345-го отдельного гвардейского парашютно-десантного полка под командованием гвардии старшего лейтенанта Валерия Востротина, должны были блокировать расположения 2-го, 3-го и расположение 1-го и танкового батальонов;
4) 3-я рота под командованием старшего лейтенанта Владимира Шарипова вместе со 2-й группой 1-й роты «мусульманского батальона» под командованием Рустамходжы Турсункулова должны были доставить на своих машинах спецгруппы «Гром» и «Зенит» ко дворцу; непосредственно штурм здания должны были осуществить группы спецназа КГБ совместно с двумя группами 3-й роты.
План не был утверждён письменно ни главным военным советником С. Магометовым, ни главным советником КГБ Б. Ивановым, только устно, более того, командиру «мусульманского батальона» Хабибджану Холбаеву было сообщено, что в случае провала операция будет выставлена как его (Холбаева) пьяная выходка с соответствующими последствиями.
Планирование по непосредственному штурму и действиям внутри дворца проводилось командирами спецгрупп «Зенит» и «Гром» Яковом Семёновым и Михаилом Романовым, соответственно. План дворца был известен только некоторым командирам и показан остальным бойцам штурмовых групп непосредственно перед началом операции.

## Участники штурма
В штурме участвовали следующие группы и личный состав:
- 1-я боевая группа (старший — заместитель командира «мусульманского батальона» капитан Мурад Таймасович Сахатов) в составе: восьми гранатометчиков и их помощников и четырёх стрелков-санитаров из 3-й роты, начальника разведки «мусульманского батальона» капитана Ашура Джамолова, двух бойцов «Зенита» В. К. Цветкова и Фёдора Фомича Ерохова, а также двух бойцов «Грома» Д. В. Волкова и П. Ю. Климова — захват и подрыв танков на блокпостах; боевая группа выдвигается заранее и к моменту выдвижения остальных боевых групп должна закончить свою работу.
- 2-я боевая группа (старшие — общий руководитель спецгрупп КГБ полковник Г. И. Бояринов и командир 3-й роты «мусульманского батальона» старший лейтенант В. С. Шарипов): отделение управления 3-й роты на БМП № 030, 2-я группа 3-й роты под командованием лейтенанта Хамидулло Убайдуллаевича Абдуллаева совместно с группой «Гром» во главе с майором Романовым — штурм дворца; подгруппа из двух машин от 3-й группы 3-й роты: БМП № 041 во главе с заместителем командира 3-й роты по технической части старшим лейтенантом Баходыром Абдуманаповичем Эгамбердыевым — подавление блокпоста № 5, БМП № 042 во главе с заместителем командира 3-й роты по политической части лейтенантом Рашидом Игамбердиевичем Абдуллаевым — подавление караульного помещения; в последующем обе машины — штурм дворца «Тадж-Бек». Известное распределение людей по боевым машинам[26][28]:
  - БМП № 035 (головная): командир машины Х. У. Абдуллаев, бойцы «Грома»: О. А. Балашов (старший подгруппы), А. И. Баев, В. М. Федосеев, Николай М. Швачко, переводчик «мусульманского батальона» Ибодулло Каримович Камбаров;
  - БМП № 030 (следующая за головной): командир машины (сам вёл машину) В. С. Шарипов, бойцы «Грома»: Романов (старший по «Грому»), Е. П. Мазаев, А. Г. Репин, Глеб Борисович Толстиков, офицер КУОС Э. Г. Козлов, афганский оппозиционер Асадулла Сарвари;
  - БМП № 036: бойцы «Грома»: В. Ф. Карпухин (старший подгруппы), Н. В. Берлёв, Владимир П. Гришин, С. Г. Коломеец, А. Н. Плюснин;
  - БМП № 037: бойцы «Грома»: В. П. Емышев (старший подгруппы), С. В. Кувылин, Г. А. Кузнецов, переводчик ПГУ КГБ А. А. Якушев, начальник КУОС Г. И. Бояринов;
  - БМП № 038: бойцы «Грома»: С. А. Голов (старший подгруппы), В. И. Анисимов, Л. В. Гуменный, Г. Е. Зудин, Михаил В. Соболев, В. И. Филимонов;
- 3-я боевая группа (старшие — руководитель спецгруппы «Зенит» майор Я. Ф. Семёнов и командир 2-й группы 1-й роты лейтенант Турсункулов): экипажи и пулемётчики 2-й группы 1-й роты совместно со спецгруппой «Зенит» — штурм дворца «Тадж-Бек» со стороны лестницы, справа от здания; подгруппа стрелков, гранатомётчиков и их помощников от 2-й группы 1-й роты (старший — боец «Грома» Г. Б. Толстиков) — штурм дворца «Тадж-Бек» с тыльной стороны здания. Известное распределение людей по боевым машинам[29][30]:
  - БТР-60ПБ № 015: командир машины Турсункулов, бойцы «Зенита»: Я. Ф. Семёнов (старший по «Зениту»), Александр Андреевич Карелин (старший подгруппы), Александр С. Агафонов, Владимир В. Антонов, Николай Федорович Кимяев, Сергей Андреевич Чернухин, Нуритдин Х. Курбанов, афганский оппозиционер Саид Мохаммад Гулябзой;
  - БТР-60ПБ № 016: бойцы «Зенита»: Б. А. Суворов (старший подгруппы), Турдали Дисарубович Гулов, Владимир В. Дроздов, Александр Феликсович Новиков, Владимир Алексеевич Поддубный, Владимир Михайлович Рязанцев, Анатолий В. Колмаков;
  - БТР-60ПБ № 017: бойцы «Зенита»: Вячеслав П. Фатеев (старший подгруппы), Фёдор Ф. Ильинский, Ю. А. Лысоченко, Владимир Семёнович Макаров, М. Г. Цыбенко, Станислав К. Чижов;
  - БТР-60ПБ № 018: бойцы «Зенита»: Виталий Захарович Щиголев (старший подгруппы), Владимир Сергеевич Быковский, Виктор Иванович Захаров, Александр Григорьевич Иващенко, Валерий Николаевич Курилов, Усман М. Чарыев, Борис Леонидович Пономарёв;
- 4-я боевая группа (старший — командир 1-й роты капитан Исмат Суннатович Кудратов): 1-я и 3-я группы 1-й роты под командованием лейтенанта Мавляна Туркманова и старшего лейтенанта Алымжона Султановича Абдуллаева — блокирование и подавление 1-го мотопехотного и танкового батальонов бригады охраны;
- 5-я боевая группа (старший — командир 9-й гвардейской парашютно-десантной роты гвардии старший лейтенант В. А. Востротин): 1-й и 2-й взвода 9-й роты 345-го гвардейского отдельного парашютно-десантного полка — блокирование и подавление 2-го мотопехотного батальона;
- 6-я боевая группа (старший — командир 2-й роты старший лейтенант Курбандурды Мередович Амангельдыев): 2-я и 3-я группы 2-й роты под командованием лейтенантов Махмудбека Ахмедова и Гулямжона Юсуповича Маматкулова — блокирование и подавление 3-го мотопехотного батальона бригады охраны;
- 7-я боевая группа (старший — гвардии старший лейтенант В. Севастьянов [Александр Севостьянов?]): гвардейский противотанковый взвод ПТУР «Фагот» — блокирование и подавление танкового батальона, при необходимости ведение огня по расположению 1-го мотопехотного батальона;
- 8-я боевая группа (старший — подполковник Швец): 1-я группа 3-й роты под командованием лейтенанта Рустама Чингизовича Назарова совместно с 3-й группой АГС-17 под командованием лейтенанта Рамиля Каримовича Абзалимова — блокирование и подавление зенитного дивизиона;
- 9-я боевая группа (старший — командир взвода): 3-й взвод 9-й гвардейской парашютно-десантной роты — блокирование и подавление казармы роты личной охраны Х. Амина;
- 10-я боевая группа (старший — командир 1-й группы 2-й роты лейтенант Мусалим Султанович Нуритдинов): 1-я группа 2-й роты — блокирование и подавление строительного полка;
- 11-я боевая группа (старший группы — командир зенитно-артиллерийской группы старший лейтенант Василий Максимович Праута):
  - установка ЗСУ-23-4 «Шилка» № 043 — огневая поддержка атаки 2-й и 3-й боевых групп;
  - установка ЗСУ-23-4 «Шилка» № 044 — огневая поддержка атаки 4-й и 7-й боевых групп;
  - установка ЗСУ-23-4 «Шилка» № 045 — огневая поддержка атаки 5-й боевой группы;
  - установка ЗСУ-23-4 «Шилка» № 046 — огневая поддержка атаки 6-й боевой группы;
- 12-я боевая группа (старший — командир роты оружия старший лейтенант Миркасым Миргуламович Мирюсупов): 1-я группа роты оружия под командованием старшего лейтенанта Гафуржона Кадыровича Тишаева — огневая поддержка атаки 2-й и 3-й боевых групп; 2-я группа роты оружия под командованием лейтенанта Улугмирзы Халмирзаевича Абдувалиева — огневая поддержка атаки боевых групп: два расчёта АГС-17 — 4-й и 7-й боевых групп; два расчёта АГС-17 — 5-й боевой группы; два расчёта АГС-17 — 6-й боевой группы; два расчёта АГС-17 — 9-й боевой группы.

Другие элементы боевого порядка:
- командный пункт (старший — полковник Колесник) на Р-130 и БМП-1К в составе: полковник Колесник, генерал-майор Дроздов, командир «мусульманского батальона» майор Холбаев, заместитель командира «мусульманского батальона» по политической части капитан Анвар Саттарович Саттаров, оперуполномоченный особых отделов КГБ СССР старший лейтенант Махамоджон Каримович Байхамбаев;
- запасной командный пункт (старший — начальник штаба «мусульманского батальона» капитан Абдулкасым Мамадалиевич Ашуров) на Р-142 и БМП-1КШ в составе: капитан Ашуров, начальник связи «мусульманского батальона» капитан Рашит Меджитович Бердыев, старший лейтенант Анваржон Алланазарович Джумаев, прапорщик Ю. Мирсаатов (возможно это был старший лейтенант Юлдаш М. Мирсоатов);
- подвижный командный пункт и резерв на БМП № 039 и № 040 под командованием командира 3-й группы 3-й роты капитана Ниёзитдина Намозова;
- тыловой пункт управления (старший — заместитель командира «мусульманского батальона» по тыловому обеспечению майор Джурабой Джалилов) в составе: майор Джалилов, капитан медицинской службы Абдурасул Бекбетович Артыков, командир группы обеспечения старший прапорщик Асрор Рахимов, прапорщик медицинской службы Карим Асроров, личный состав и техника группы материального обеспечения;
- ремонтно-эвакуационная группа (старший — заместитель командира «мусульманского батальона» по технической части старший лейтенант Эдуард Нариманович Ибрагимов) в составе МТО-АТ и четырёх «Уралов»-375Д и их экипажей.

Другие офицеры и прапорщики командования «мусульманского батальона» также получили свои задачи и были распределены:
- секретарь партийного бюро старший лейтенант Анвархон Ганиевич Рашидов — в 4-ю боевую группу;
- начальник клуба прапорщик Камиль Умаров — в 12-ю боевую группу;
- переводчик старший лейтенант Ибодулло Каримович Камбаров — во 2-ю боевую группу (сопровождение представителя афганской оппозиции Асадуллы Сарвари).

Советские военные и сотрудники КГБ были одеты в афганскую форму без знаков различия с белой повязкой на рукаве. Паролем опознания своих были окрики «Яша» — «Миша».
Когда спецназовцам сообщили их задачу, то им было сказано, что Амин — агент ЦРУ. На это последовало резонное возражение, что в таком случае он пригласил бы не советские, а американские войска. Тем не менее, никто из спецназовцев не отказался от выполнения приказа.

## Подготовка к штурму
После утверждения плана операции началась непосредственная подготовка. Сколотили штурмовые лестницы, чтобы в случае подбития боевых машин можно было продолжить штурм дворца по склонам, каждую ночь и утро имитировали учения — со стрельбой, марш-бросками, движением техники и пусками осветительных ракет, чтобы приучить афганцев к постоянной «боевой подготовке», тренировались в высадке десанта на ходу. При этом информация о планирующемся штурме была доведена только до спецгрупп КГБ и некоторых командиров «мусульманского батальона».
26 декабря командиры спецгрупп КГБ Семёнов и Романов вместе с бойцами «Грома» Мазаевым и Федосеевым отправились на разведку в ресторан, откуда хорошо просматривалась территория вокруг дворца. Ресторан оказался закрыт, а на обратном пути на втором блокпосту их задержали афганцы и несколько часов расспрашивали. В итоге спецназовцы смогли убедить охрану, что хотели договориться по поводу отмечания Нового Года, после чего их отпустили.
План операции предусматривал захват дворца и уничтожение средств ПВО зенитного полка. Остальные подразделения предполагалось блокировать в военных городках. Для уничтожения средств ПВО выделялись 2 расчета АГС-17 и инженерный взвод. Гранатометы должны были отсечь зенитчиков от средств ПВО, расположенных на позициях, в это время инженерный взвод должен был осуществить их подрыв.
Отдельная группа должна была захватить 3 танка, вкопанных возле дворца. Для этой цели было выделено 12 человек. Два снайпера, которые должны были снять охрану у танков, 2 пулемётчика, танковые экипажи. Они должны были проехать на автомобиле ГАЗ-66 мимо позиций 3 батальона охраны и осуществить захват танков.
2 и 3 роты мусульманского батальона и приданная им рота десантников должны были блокировать расположение батальонов бригады охраны и танкового полка. Для штурма дворца привлекалась первая рота, которая на своих БМП должна была подвезти к дворцу штурмовые отряды «Гром» и «Зенит».

## Штурм
Время начала операции переносили несколько раз, в итоге операция началась примерно в 18-19 часов (показания участников разнятся в диапазоне от ~18:20 до 19:30).
Днём 27 декабря во время обеда Х. Амин и многие его гости почувствовали себя плохо, некоторые, в том числе и Амин, потеряли сознание. Это было результатом спецмероприятия КГБ. Жена Амина немедленно вызвала командира президентской гвардии, который начал звонить в Центральный военный госпиталь и в поликлинику советского посольства, чтобы вызвать помощь. Продукты и сок были немедленно направлены на экспертизу, а повара были задержаны. Во дворец прибыла группа советских врачей и афганский доктор. Советские врачи, не осведомленные о спецоперации, оказали помощь Амину. Эти события насторожили афганскую охрану. Начальник бригады охраны майор Сабри Джандад приказал усилить внешние и выставить дополнительные внутренние посты охраны. Ни командование «мусульманского батальона», ни сотрудники КГБ, непосредственно участвующие в операции «Шторм-333», за некоторым исключением, об этом не знали.
В 19:10 группа советских диверсантов на автомашине приблизилась к люку центрального распределительного узла подземных коммуникаций связи, проехала над ним и «заглохла». В люк была опущена мина и через 15 минут прогремел взрыв, оставивший Кабул без телефонной связи.

### Действия 1-й боевой группы
Первой выдвинулась 1-я боевая группа под командованием капитана Сахатова, которая должна была снять часовых на пути штурмовых групп и захватить танки на высотах около дворца.
Проезжая мимо расположения 3-го батальона бригады охраны, они увидели, что батальон получает оружие и строится. Сахатов приказал подъехать к стоявшим в центре командиру батальона и другим офицерам, после чего подозвал к себе командира батальона. Когда тот подошёл, его схватили, закинули в машину и рванули вперёд. Проехав дальше, часть группы спешилась, залегла и открыла огонь по преследующим их солдатам батальона охраны.
Сотрудники КГБ тем временем сняли часовых, выставленных у танков, которых оказалось четверо вместо двух ожидаемых. Во время этих боевых действий был убит боец «Грома» Дмитрий Волков.
Когда группа Сахатова инициировала стрельбу, неожиданность и внезапность были сорваны, поэтому, не дожидаясь захвата танков, Колесник отдал приказ на начало атаки. Расчёты ЗСУ-23-4 «Шилка» и АГС-17 открыли огонь по своим целям, выполняя роль артподготовки.

### Действия 3-й боевой группы
Планом предполагалось выдвижение к дворцу общей колонной во главе со 2-й боевой группой, так как в этом случае обе группы начали бы атаку дворца примерно одновременно, но в реальности первой выдвинулась 3-я боевая группа в количестве трёх БТР-60ПБ: № 015, 016, 017. Четвёртый БТР-60ПБ № 018 выдвинулся в самом конце общей колонны после машин 2-й боевой группы. Когда первый БТР-60ПБ № 015 миновал поворот и выехал на открытое место, по нему ударил крупнокалиберный пулемёт и пробил колёса, но машина сумела проскочить в мёртвую зону у нижнего яруса дворца. Шедший за ним БТР-60ПБ № 016 был подбит и загорелся, при этом был тяжело ранен и впоследствии погиб командир подгруппы «Зенит» Суворов. Механик-водитель не справился с управлением и машина упала в арык, командир машины стал непрерывно вызывать на помощь и тем самым заглушил эфир. При этом десант спешился и попал под обстрел. БТР-60ПБ № 017 смог проскочить к лестнице, а БТР-60ПБ № 018 вместо выдвижения к лестнице последовал за 2-й боевой группой. Таким образом до лестницы успешно добрались только две машины из четырёх и чуть более половины штурмовой группы «Зенит». К ним же присоединилась БМП № 042 лейтенанта Р. Абдуллаева.
Дальнейшее продвижение 3-й боевой группы было невозможным из-за сильного обстрела со стороны защитников дворца. Только после того, как были подавлены пулемёты, группа смогла прорваться ко дворцу, соединившись с бойцами 2-й боевой группы. При этом часть бойцов «мусульманского батальона» вошла во дворец и приняла участие в штурме.

### Действия 2-й боевой группы
БМП 2-й боевой группы при движении ко дворцу открыли огонь по его окнам, чтобы дополнить огневое воздействие ЗСУ и АГС. То же самое должны были сделать БМД десантников 9-й роты. Несмотря на это, колонна подверглась сильному обстрелу. При подъезде к правому торцу здания в головную БМП № 035 Х. Абдуллаева попал снаряд своей же «Шилки», машина встала из-за повреждения воздухопровода, но смогла завестись и продолжила движение. Во время этой остановки десант из нескольких БМП спешился и открыл огонь, пытаясь подавить огневые точки, при этом многие спецназовцы получили ранения, а радист Шокиржон Сулейманов, приданный Широкову, был смертельно ранен, и 3-я рота потеряла связь с Колесником (тем не менее, с командного пункта был виден ход штурма и командир батальона Холбаев отправился к «Шилкам», чтобы те перенесли огонь на верхние этажи дворца). Одна из БМП стала маневрировать, чтобы нацелить пушку на окно дворца, при этом раздавила Зудина («Гром»), а Кувылину («Гром») гусеницей отдавила стопу. Была подбита и загорелась БМП № 037, перегородив дорогу, предположительно тогда был убит командир машины Миркасым Щербеков. Подбитую машину столкнул в сторону подъехавший экипаж БМП № 041 Эгамбердыева. Когда машины вслед за головной продолжили движение, штурмовая группа пошла в атаку и смогла проскочить к стенам дворца. Во дворец через центральный вход первыми зашли командир подгруппы «Грома» Емышев и переводчик ПГУ Якушев, но не смогли пройти далеко: Якушев был убит, а Емышеву раздробило руку. К этому моменту БМП № 036 остановилась почти вплотную к центральному входу и высадила десант (подгруппа «Грома» во главе с Карпухиным), который прорвался к дворцу. Спецназовцы, кто ещё не был выведен из строя, зашли в здание через четыре направления: центральный вход, окно с правой стороны дворца, вход с торца и через пролом в стене (был проделан выстрелом из «мухи» бойцом «Грома» Анисимовым). Наткнувшись на ожесточённое сопротивление защитников дворца, Бояринов решил позвать бойцов 3-й роты на подмогу и выскочил на крыльцо, где в него попала пулемётная очередь: одна из пуль, срикошетив от бронежилета, попала в шею полковника и оказалась смертельной. Тем временем смешанная штурмовая группа смогла прорваться на второй этаж и продолжила зачистку, во время которой был убит Амин. В числе пленных оказался начальник бригады охраны Джандад.

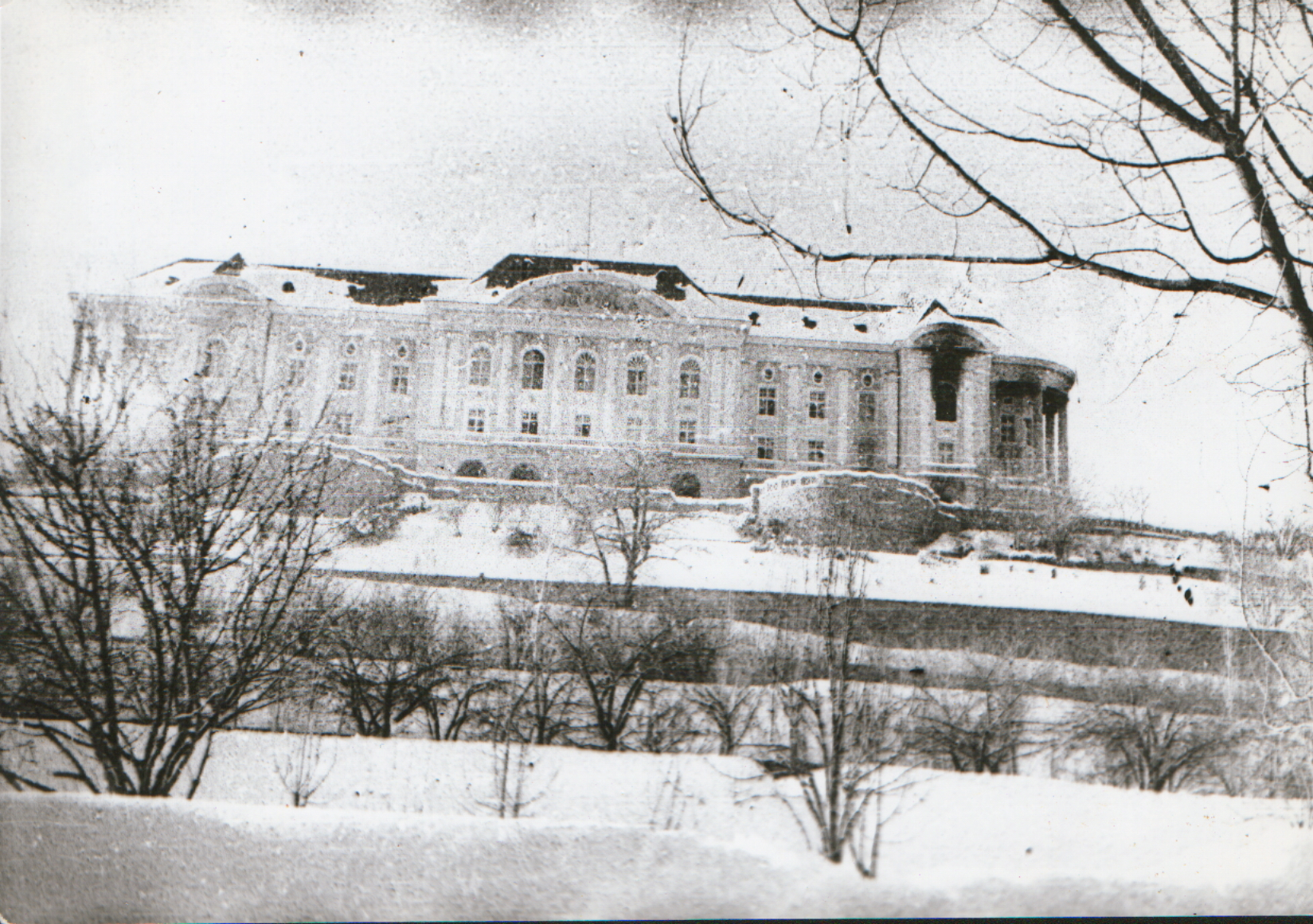
Фотография от 27.12.79 после штурма

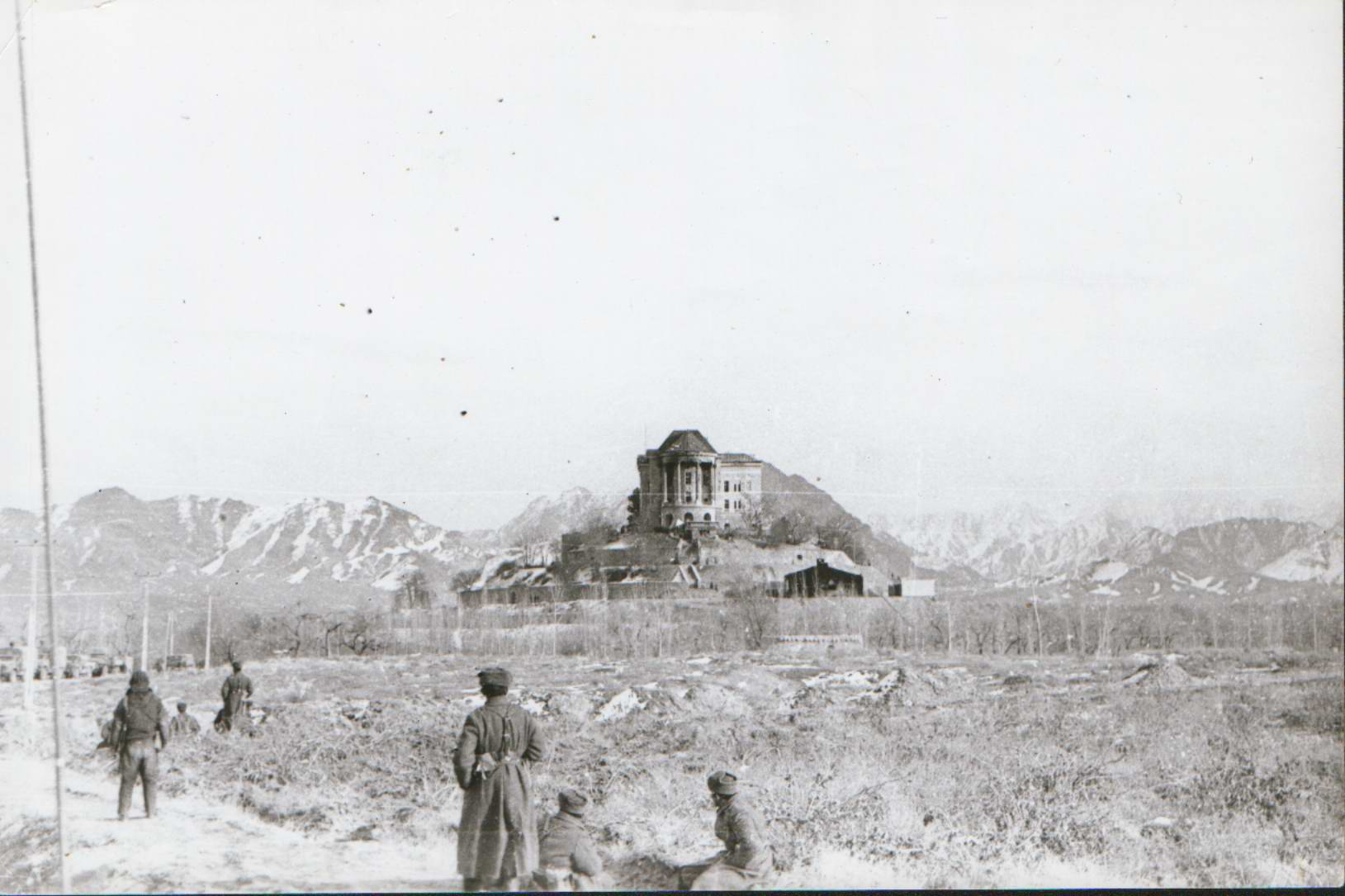
Дворец со стороны правого крыла после штурма 27.12.79

### Действия 4-й боевой группы
Девять БТР-60ПБ под руководством командира 1-й роты капитана Кудратова, поддерживаемые «Шилкой», расчётами АГС-17 и ПТУРами, без особых затруднений блокировали казармы 1-го мотопехотного и танкового батальонов бригады национальной гвардии, в которых находилось до 700 солдат. В плен удалось взять около 250 человек, несколько афганцев были ранены и убиты. В танках не оказалось затворов ни в орудиях, ни в пулемётах (работа военных советников). Один из танков, до которого успели добежать несколько афганцев, был со второй попытки подбит расчётом ПТУР. Погибших в группе не было.

### Действия 5-й боевой группы
1-й и 2-й взводы 9-й роты 345-го гвардейского отдельного парашютно-десантного полка под командованием гвардии старшего лейтенанта Востротина выдвинулись на плац 2-го мотопехотного батальона и открыли огонь по казармам, оставив в тылу штаб батальона. В результате стрельбы со стороны штаба в 5-й боевой группе погибли ефрейтор Амангельды Калмагомбетов и рядовой Владимир Савоськин. 1-й взвод развернулся в сторону штаба и подавил его огнём. К утру сопротивление со стороны батальона стихло и часть афганцев сдалась в плен. Холбаев сообщил Востротину, что на них идут танки, и десантники выставили вперёд ПТУРы. Показавшийся танковый батальон афганцев был расстрелян, часть танков подбита, остальные, в том числе командир батальона, были взяты в плен.

### Действия 6-й и 10-й боевых групп
При выдвижении боевых групп в расположение 3-го мотопехотного батальона и строительного полка в результате технической неисправности одного из БТР-60ПБ 1-й группы были изменены составы боевых групп: 2-я группа 2-й роты «мусульманского батальона» отправилась блокировать строительный полк, а 1-я и 3-я группы этой же роты отправились блокировать 3-й мотопехотный батальон. По результатам боестолкновения погибших со стороны советских солдат и офицеров не было, более двухсот афганцев сдались в плен, остальные разбежались или ушли в горы.

### Действия 7-й боевой группы
Известно только про участие этой группы в подбитии одного танка из афганского танкового батальона бригады охраны. Потерь, предположительно, нет.

### Действия 8-й боевой группы
Четыре БМП под командованием лейтенанта Рустама Назарова выдвинулись к зенитному дивизиону, поддерживаемые огнём расчётов АГС-17. Во время движения одна из машин провалилась в ров. Остальные машины прорвались к установкам, расстреляв несколько расчётов, готовившихся открыть огонь, после чего развернулись таким образом, чтобы никто из афганцев не смог ни подойти к орудиям, ни выдвинуться в сторону расположения «мусульманского батальона». Провалившуюся в ров машину достали, только когда начало рассветать. Утром от командования «мусульманского батальона» поступило распоряжение на разоружение зенитного дивизиона и перемещение афганских офицеров и солдат в расположение. После озвучивания требований афганцы организованно сдались в плен. Группа потерь не имела.

### Действия 9-й боевой группы
На данный момент подробности неизвестны.

### Действия 11-й и 12-й боевых групп
Группы осуществляли огневую поддержку других боевых групп. Потерь не имели. Когда Амин узнал о нападении на дворец, он приказал своему адъютанту сообщить об этом советским военным советникам, сказав: «Советские помогут». Когда адъютант доложил, что нападают именно советские, Амин в ярости швырнул в него пепельницу и крикнул «Врёшь, не может быть!»
Одновременно со штурмом дворца Тадж-Бек группами спецназа КГБ при поддержке десантников 345 парашютно-десантного полка, а также 317-го и 350-го полков 103-й гвардейской воздушно-десантной дивизии были захвачены генеральный штаб афганской армии, узел связи, здания ХАД и МВД, радио и телевидение. Афганские части, дислоцированные в Кабуле, были блокированы (в некоторых местах пришлось подавлять вооруженное сопротивление).

## После штурма
После убийства Амина командный пункт, который был на сопке рядом с установками ЗСУ-23-4 «Шилка», был перенесён во дворец. Там же, в медпункте здания, была оказана первая медицинская помощь раненым бойцам спецподразделений, защитникам дворца и гражданским. Раненых сотрудников КГБ, советских солдат и офицеров, а также тяжелораненых афганцев после этого перевезли в медпункт «мусульманского батальона». Затем раненых афганских солдат и офицеров эвакуировали в свой военный госпиталь, а тяжелораненых комитетчиков и военнослужащих «мусульманского батальона» отправили колонной в поликлинику посольства. По дороге в город колонна была обстреляна десантниками 103-й гвардейской воздушно-десантной дивизии, но во время обстрела никого не задело.
Оставшихся в строю бойцов 3-й роты «мусульманского батальона», участвовавших в штурме, заместитель по политической части командира 3-й роты лейтенант Р. Абдуллаев перераспределил между боевыми машинами (из семи БМП, штурмовавших дворец, две сгорели, ещё две не могли самостоятельно двигаться, ещё одна не могла стрелять), по приказу командира батальона Холбаева организовал круговую оборону дворца и установил порядок ночного дежурства.
Участники штурма дворца Амина боялись, что после операции будут убиты во время вывоза в СССР.

## Боевые действия после завершения операции
Утром 28 декабря командиру 1-й группы 2-й роты Нуритдинову было приказано захватить ресторан. Группа успешно справилась с задачей, приведя 17 пленных. Потерь в группе не было.
Примерно тогда же была произведена зачистка казармы роты личной охраны Амина, так как там было замечено движение (во время штурма она была только обстреляна взводом 9-й роты). По приказу Холбаева его заместитель Саттаров вместе с десятью бойцами прочесал здания и привёл 12 пленных афганцев. Во время их допроса на площадке перед дворцом со стороны штаба бригады по ним была открыта стрельба, но никого не убило, только был ранен Саттаров. Так как штаб бригады не был расценен как потенциально опасный объект, а также из-за нехватки личного состава и средств, его захват во время штурма не был запланирован.
После этого инцидента к штабу выдвинулись 1-я (командир лейтенант Туркманов) и 3-я (командир старший лейтенант А. С. Абдуллаев) группы 1-й роты вместе с заместителем командира 1-й роты по политической части лейтенантом Муратом Ораевичем Хусаиновым. При сближении со штабом БТРы были обстреляны, завязался бой. На захват штаба командир батальона Холбаев также отправил две БМП 3-й роты: № 041 старшего лейтенанта Эгамбердыева и № 042 лейтенанта Р. И. Абдуллаева. Во время действий по захвату штаба подъехала 8-я рота 3-го батальона 350-го полка 103-й гвардейской воздушно-десантной дивизии под командованием гвардии старшего лейтенанта Александра Панасюка и, не разобравшись в обстановке, открыла огонь по «мусульманскому батальону». В результате стрельбы десантников были убиты рядовые Абдумумин Абдунабиевич Богодиров, Курмантай Мурадович Расульметов, Ходжанепес Курбанов, Сабирджон Камилович Хусанов и Абдунаби Гайджанович Мамаджанов. Старший лейтенант А. С. Абдуллаев смог подобраться к одной из машин десантников и сообщить, что они стреляют по своим. Оставшиеся в штабе бригады афганцы (около 50 человек) сдались в плен, среди них оказался и Джандад, который ранее смог сбежать из плена.
Хотя значительная часть солдат бригады охраны сдалась (всего было пленено около 1700 человек), часть подразделений бригады продолжала оказывать сопротивление. В частности, с остатками третьего батальона бригады «мусульманский» батальон сражался ещё сутки, после чего афганцы ушли в горы.

## Потери
Список официальных потерь СССР:
| звание                             | ФИО                                  | подразделение                           | дата смерти | комментарий                                                 |
| ---------------------------------- | ------------------------------------ | --------------------------------------- | ----------- | ----------------------------------------------------------- |
| сотрудники КГБ                     |                                      |                                         |             |                                                             |
| полковник                          | Бояринов, Григорий Иванович          | КУОС                                    | 27 декабря  | при штурме дворца, 2-я боевая группа                        |
| капитан                            | Волков, Дмитрий Васильевич           | «Гром»                                  | 27 декабря  | при захвате танков, 1-я боевая группа                       |
| капитан                            | Зудин, Геннадий Егорович             | «Гром»                                  | 27 декабря  | при штурме дворца, 2-я боевая группа                        |
| старший лейтенант                  | Суворов Борис Александрович          | «Зенит»                                 | 27 декабря  | при штурме дворца, 3-я боевая группа                        |
| старший лейтенант                  | Якушев, Андрей Александрович         | ПГУ                                     | 27 декабря  | при штурме дворца, 2-я боевая группа                        |
| солдаты «мусульманского батальона» |                                      |                                         |             |                                                             |
| рядовой                            | Богодиров, Абдумумин Абдунабиевич    | 1-я рота, разведчик-гранатомётчик       | 28 декабря  | при столкновении с десантниками                             |
| рядовой                            | Курбанов, Ходжанепес                 | 3-\ рота, разведчик-пулемётчик          | 28 декабря  | при столкновении с десантниками                             |
| рядовой                            | Мамаджанов, Абдунаби Гайджанович     | группа материального обеспечения, повар | 28 декабря  | при столкновении с десантниками                             |
| рядовой                            | Расульметов, Курмантай Мурадович     | 1-я рота, стрелок                       | 28 декабря  | при столкновении с десантниками                             |
| рядовой                            | Сулейманов, Шокиржон Султанович      | группа связи, радиотелефонист           | 27 декабря  | при штурме дворца, 2-я боевая группа                        |
| рядовой                            | Хусанов, Сабирджон Камилович         | 3-я рота, механик-водитель              | 28 декабря  | при столкновении с десантниками                             |
| младший сержант                    | Щербеков, Миркасым Абдрашимович      | 3-я рота, командир отделения            | 27 декабря  | при штурме дворца, 2-я боевая группа                        |
| солдаты 9-й роты                   |                                      |                                         |             |                                                             |
| гвардии ефрейтор                   | Калмагомбетов, Амангельды Шампитович | 9 гв. пдр                               | 27 декабря  | при захвате 2-го мотопехотного батальона, 5-я боевая группа |
| гвардии рядовой                    | Савоськин, Владимир Васильевич       | 9 гв. пдр                               | 27 декабря  | при захвате 2-го мотопехотного батальона, 5-я боевая группа |
| гвардии рядовой, старший стрелок   | Кашкин Валерий Юрьевич               | 9 гв. пдр                               | 27 декабря  |                                                             |
| гвардии рядовой, радиотелефонист   | Шелестов Михаил Васильевич           | 9 гв. пдр                               | 27 декабря  |                                                             |
| гвардии рядовой                    | Поворознюк Владимир Васильевич       | 9 гв. пдр                               | 27 декабря  |                                                             |
| гвардии рядовой                    | Очкин Владимир Иванович              | 9 гв. пдр                               | 27 декабря  |                                                             |
| ефрейтор                           | Головня Олег Павлович                | 9 гв. пдр                               | 27 декабря  |                                                             |
| мл.сержант                         | Двойников Алексей Сергеевич          | командир отделения 345 опдп             | 27 декабря  |                                                             |

Также спецназовцами при штурме был убит находившийся во дворце советский военный врач полковник Виктор Кузнеченков, оказывавший помощь Амину после отравления.
Неясности:
1) остаются неидентифицированными два переводчика, которые были посажены в последний момент перед выдвижением в БМП № 038, и убитые, по словам Голова, при спешивании;
2) остаётся непонятна судьба водителя БМП № 035 и судьба переводчика «мусульманского батальона» Камбарова, которых, по словам Федосеева, убили, но в списках они не значатся
В. М. Федосеев ошибся: механик-водитель головного БМП № 035 жив и здоров. Это Мухаммаджон Бакиевич Халилов, пенсионер с 2004 года, подполковник в отставке. Действительно во время штурма у ворот дворца снаряд «Шилки» пробил броню БМП 035 на уровне катков между сиденьями водителя и командира. Командир Хамид Абдуллаев был ранен в ногу. У него была раздроблена пятка. Позднее после спешивания получил пулевое ранение в ногу наводчик-оператор экипажа Иззат Саидахмедович Моминов.
В числе других бойцов отряда М. Б. Халилов был награждён орденом Красной Звезды.
С противоположной стороны погибли Амин, его два малолетних сына и около 200 афганских охранников и военнослужащих. Также погибла находившаяся во дворце жена министра иностранных дел Ш. Вали.
Убитого Амина похоронили отдельно недалеко от расположения «мусульманского батальона», накидав сверху камней. Остальных убитых афганцев, за исключением сыновей Амина, которых тоже похоронили отдельно, похоронили в одной братской могиле в саду дворца.

## Итоги
В ночь с 27 на 28 декабря в Кабул из Баграма под охраной сотрудников КГБ и десантников прибыл новый афганский лидер Б. Кармаль. Радио Кабула передало обращение нового правителя к афганскому народу, в котором был провозглашен «второй этап революции». Советская газета «Правда» 30 декабря написала, что «в результате поднявшейся волны народного гнева Амин вместе со своими приспешниками предстал перед справедливым народным судом и был казнён».
Вдова Амина и их дочь, раненная при штурме, отсидев несколько лет в кабульской тюрьме, затем выехали в СССР.
Несмотря на то, что в военном плане операция была проведена успешно, сам факт убийства главы государства стал трактоваться западными странами как свидетельство советской оккупации Афганистана, а следующих руководителей ДРА (Кармаль, Наджибулла) руководство этих стран называло марионеточными лидерами.

## Награды
В апреле 1980 года около 400 сотрудников КГБ СССР, имевших отношение к операции, были награждены орденами и медалями. Получили правительственные награды также 180 офицеров и солдат «мусульманского батальона». Первому заместителю начальника Отдела внешней разведки КГБ СССР полковнику Лазаренко было присвоено звание генерал-майора, начальник поддержки нелегальных резидентов в Кабуле Исмаил Муртуза Оглы Алиев был награждён орденом Красной Звезды, так же, как и другие лица из штурмовых групп.
За героизм, проявленный в операции «Шторм 333», при штурме дворца Амина «Тадж-бек» в Дар-Уль-Амане в период Афганской войны, указом Президиума ВС СССР от 28.04.1980 г. звания Героя Советского Союза были удостоены:
- Бояринов, Григорий Иванович (ПГУ КГБ СССР, посмертно);
- Карпухин, Виктор Фёдорович (ПГУ КГБ СССР);
- Козлов, Эвальд Григорьевич (ПГУ КГБ СССР);
- Колесник, Василий Васильевич (ГШ ВС СССР).

Награжденные орденом Ленина:
- Байхамбаев Махамоджон Каримович (Мусульманский батальон)
- Голов Сергей Александрович (ГСН «Альфа»)
- Джамолов Ашур (Мусульманский батальон)
- Романов Михаил Михайлович (ГСН «Гром» КГБ СССР)
- Праута Василий Максимович (Мусульманский батальон)
- Сахатов Мурад Таймасович (Мусульманский батальон)
- Турсункулов Рустамходжа Турдихуджаевич (Мусульманский батальон)
- Холбаев Хабибджан Таджибаевич (Мусульманский батальон)
- Шарипов Владимир Салимович (Мусульманский батальон)